# Resolució 2241 del Consell de Seguretat de les Nacions Unides
La Resolució 2241 del Consell de Seguretat de les Nacions Unides fou adoptada el 9 d'octubre de 2015. El Consell va ampliar el mandat de la Missió de les Nacions Unides al Sudan del Sud (UNMISS) durant dos mesos fins al 15 de desembre de 2015.
La resolució fou aprovada per 13 vots a favor i les abstencions de Rússia i Veneçuela. Ambdós estats no estaven d'acord amb la clàusula judicial, ja que consideraven que era un assumpte per a la Unió Africana. També estaven contra l'amenaça de les sancions i el desplegament d'avions no tripulats, ja que el propi Sudan del Sud no n'estava d'acord.

## Contingut
El govern i l'oposició al Sudan del Sud van ser convidats a implementar de manera immediata i completa l'acord que es va celebrar entre ells a l'agost. També se'ls va animar a iniciar un diàleg nacional en el qual tothom hi pogués participar.
El mandat de UNMISS es va estendre fins al 15 de desembre de 2015. El nombre de soldats i oficials es va mantenir en 12.500 efectius i 1.323 efectius respectivament. Es va demanar al Secretari General que proporcionés els helicòpters tàctics necessaris i els avions no tripulats. També se li va demanar que proporcionés a la Unió Africana i al govern de transició del Sudan del Sud assistència tècnica per establir el tribunal per jutjar els autors de les violacions dels drets humans al país.
El Consell va condemnar els atacs contra la UNMISS i les organitzacions d'ajuda per part de les forces governamentals i de l'oposició, així com les violacions dels drets humans denunciades al Sudan del Sud.